# Oliver Lieb

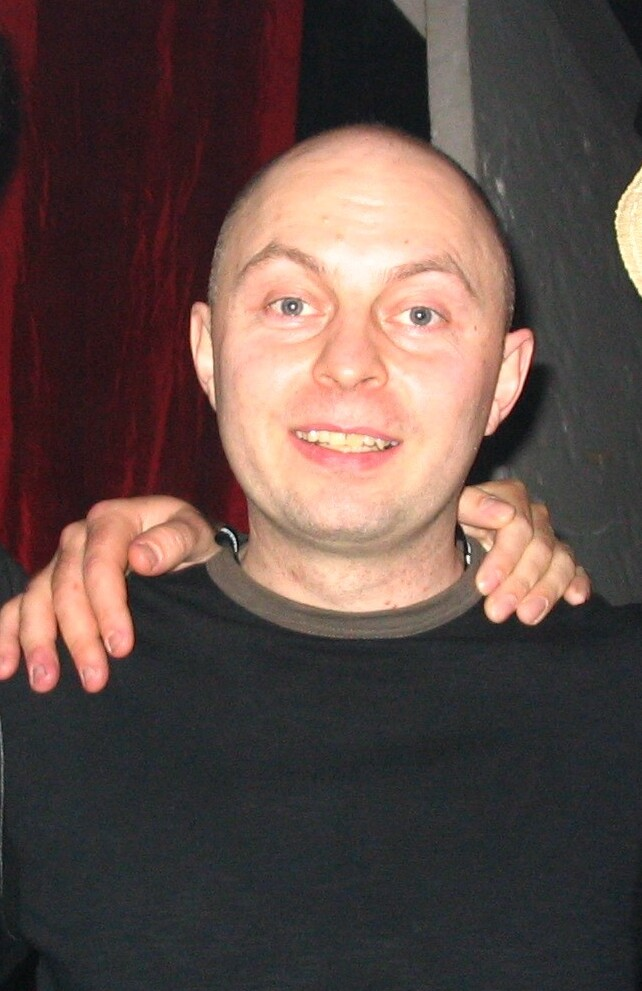
Oliver Lieb (2005)

Oliver Lieb (Frankfurt am Main, 1969) is een Duitse producent van elektronische muziek. Zijn stijl is het best te omschrijven als een mix van trance en techno, maar Lieb maakt (of maakte) ook hardtrance, minimal, house, electro, ambient, IDM en eurodance. Hij beschikt over een uitgebreide studio met analoge synthesizers.

## Muzikale levensloop
Oliver Lieb begon als bassist in verschillende onbekende bandjes, maar begon zich in 1988 te verdiepen in elektronische muziek. De eerste muziek die hij uitbracht, onder het pseudoniem Force Legato, was System. In 1993 introduceerde hij het pseudoniem L.S.G., waaronder hij de meeste producties heeft uitgebracht. Het productiefst en succesvolst was hij eind jaren negentig en begin 21e eeuw, toen hij talloze producties afleverde onder zijn eigen naam, maar ook nog steeds onder de naam L.S.G. Zijn bekendste producties zijn Subraumstimulation, Lightspeed en onder andere pseudoniemen Netherworld (L.S.G.), Hidden Sun Of Venus (L.S.G.) en I'm Not Existing (L.S.G.). Met Dr. Atmo maakte hij in 1993 een tranceplaat als Java. In 1994 werken de twee samen als Music To Films, voor een gelijknamig ambienthousealbum. Met Torsten Stenzel maakte hij in 1995 Oasis als Paragliders. Ook maakte Lieb remixen voor talloze bekende artiesten, zoals DJ Tiësto (Flight 643), Moby (James Bond Theme), Ferry Corsten (Cry) en Energy 52 (Café del Mar).
Vanaf 2003 werd hij veel minder productief, naar eigen zeggen door de ontwikkelingen in de dancescene, die steeds commerciëler werd, waardoor hij zijn inspiratie verloor. Toch kwam er in 2005 en 2006 nog een enkele keer muziek van hem uit. In 2013 werkt hij ook eenmalig samen met veteraan Maik Maurice aan de single Tama.
Lieb maakt in de meeste producties slechts gebruik van analoge synthesizers. Hij probeert zijn geluiden altijd uniek te houden en mijdt zo veel mogelijk de geluiden die in talloze standaardplaten worden gebruikt (zoals de TB-303). Daarom bestaan zijn producties vaak uit zeer ongewone klanken en melodieën, maar met een zeer aanstekelijke technopercussie.

## Pseudoniemen
- The Ambush
- L.S.G.
- Oliver Lieb
- Paragliders
- Solieb
- Snakemen
- Spicelab

## Bekende producties

### Onder eigen naam
- Tiefenrausch (1998)
- Subraumstimulation (1999)
- Lightspeed (2000)
- Hypnotic Checka (2004)
- Papel (2005)

### L.S.G.
- Fragile (1994)
- Hearts (1994)
- My Time Is Yours (1995)
- Netherworld (1997)
- Hidden Sun Of Venus (1997)
- The Black Album (1998)
- Into Deep (1999)
- I'm Not Existing (1999)
- Shecan (1999)

### Paragliders
- Paraglide (1993)
- Oasis (1995)
- Lithium (1999)
- Infra Rouge (2005)

### Overige pseudoniemen
- Force Legato - System (1989)
- The Ambush - Ambush (1993)
- The Ambush - Everlast (1999)
- The Ambush - Acapulco (2004)
- S.O.L. - Quantensprung (1999)
- Smoked - Metropolis (2000)

### Remixes
- Human League - Don't You Want Me (1994)
- Mark'Oh - Tears Don't Lie (1995)
- Energy 52 - Café del Mar (1997)
- Moby - James Bond Theme (1997)
- Cherrymoon Trax - The House Of House (1998)
- Push - Universal Nation (1998)
- DSP - From Russia with Love (1999)
- Humate - Love Stimulation (1999)
- Albion - Air (2000)
- System F - Cry (2000)
- Hallucinogen - LSD (2000)
- Kamaya Painters - Far From Over (2000)
- Utah Saints - Lost Vagueness (2000)
- Origin - Wide-Eyed Angel (2000)
- Saints and Sinners - Peace (2001)
- Faithless - Muhammad Ali (2001)
- Resistance D - You Were There (2001)
- DJ Tiësto - Flight 643 (2002)
- Umek - Gatex (2002)
- Paul Oakenfold - Starry Eyed Surprise (2002)